# Home Sweet Home (ホラーゲーム)
『Home Sweet Home』（ホーム スィート ホーム）は、タイのゲームメーカーのYggdrazil Groupが制作したサバイバルホラーゲーム。
2017年9月27日にSteamでの配信が開始された。海外ではPlayStation 4（PS4）やXbox Oneでも配信されており、Nintendo Switch版も配信が予定されている。Steam版とPS4版はVRにも対応している。
2019年6月27日にPS4の国内版が発売された。
制作側によると本作はシリーズ化する予定であり、続編を制作予定である。

## 概要
プレイヤーキャラクターであるティムを操作して、殺意を持つ女性の幽霊から逃げ隠れしながら迷い込んでしまった建物からの脱出を図りつつも、失踪してしまった妻を探し出すことが目的。主人公は敵に対する攻撃手段が一切用意されていないため、見つからないように隠れながら進んでいかなければならない。
このシステムは『OUTLAST』とゲーム性が似ているが、本作は敵の追跡能力が優れているため、生半可な逃走では逃げ切ることができずに追いつかれるので、逃げることよりも見つからないようにうまく隠れることに集中する必要がある
また、今来た道が消えていたり、新しい道ができていたりと現実ではありえないような心霊現象が多発するのも本作の特徴であり、ジャパニーズホラーを彷彿とさせるオカルトな雰囲気になっている。

## ストーリー
主人公ティムは夢見心地の中、妻のジェーンの声が聞こえて目を覚ます。そして辺りを見渡すが、そこは見覚えの無い薄暗い不気味な部屋だった。不審に思ったティムが部屋を出て建物の中を探索していると女子大学生が行方不明になったという新聞記事を発見する。さらに探索を続けると女性の人影を発見する。家に帰る道を方法を知るためにその女性に声をかけるが、人影はそのまま奥へと消えていった。ティムはその人影を追いかけていくが、そこで見つけたのは大量の血で濡れていた壁だった。不気味に思い引き返すと床にはさっきまで無かったはずの血だまりができている。それでも道を進んでいくとようやく人影の主に会うことができたのだが、そこからが本当の恐怖の始まりであった。

## 登場キャラクター
チャッドチャイ・タブロイ/ティム
日本語音声 - 下野紘
本作の主人公。見知らぬ場所で目覚め、自分の家に帰るために建物の中を探し回るが、その途中でベルと出会ってしまい、追われることになる。無事に家に帰りつくが、そこに妻ジェーンの姿は無く、ジェーンの悲鳴が聞こえたため、再び危険地帯へと足を運ぶことになる。
ニタリンヤ・タブロイ/ジェーン
日本語音声 - ミルノ純
ティムの妻。消息不明になっており、ベルが徘徊する危険地帯でたびたびティムと出会うがその度にティムの呼びかけを無視して逃走する。理由については本作では語られていない。
パッタラー・スリーサクン/ベル
日本語音声 - 青木志貴
女子大生の幽霊。ティムに殺意を抱いており、血まみれの恐ろしい姿でカッターナイフを手に徘徊している。彼女は幽霊であるためか、壁に血の染みを作り出してそこから別の場所にワープしたり、サイコキネシスで机や椅子を倒してポルターガイスト現象を引き起こすなど超常的な能力を使いこなす。また、ティムよりも速い速度で追いかけてきたり、追跡時に先回りするなど高い追跡能力を持っており、強引に逃げようとしてもほぼ捕まる。一度だけなら捕まっても振りほどくことができるが、ロッカーに入るところを見られた場合は扉をこじ開けられ、何も抵抗できずに殺される。
デュー
日本語音声 - 三浦祐太朗
ティムの友人。声のみ登場。
スリスック・ポンサワッド
ニュースキャスター
ピチャイ・マナパイブーン
バイク窃盗団のメンバー。
シェーン
ベルが生前に片想いしていた男子学生。
チェリー
シェーンの恋人。
ブレタ
餓鬼。罪を犯した者の成れの果て。

## 評価
ライターの箭本進一は、4Gamer.netに寄せた記事のなかで、精神的に追い詰めるようなジャパニーズホラーのような雰囲気を、タイの文化で彩る感じがしたと述べており、怖がらせ方がジャパニーズホラーに近かったとも話している。
4Gamer.netのgingerは2019年8月の記事の中で、Steam版の日本語テキストや音声に難があるとした一方、PS4版についてはそれらの問題点がクリアされているともしている。